# Peter Millman

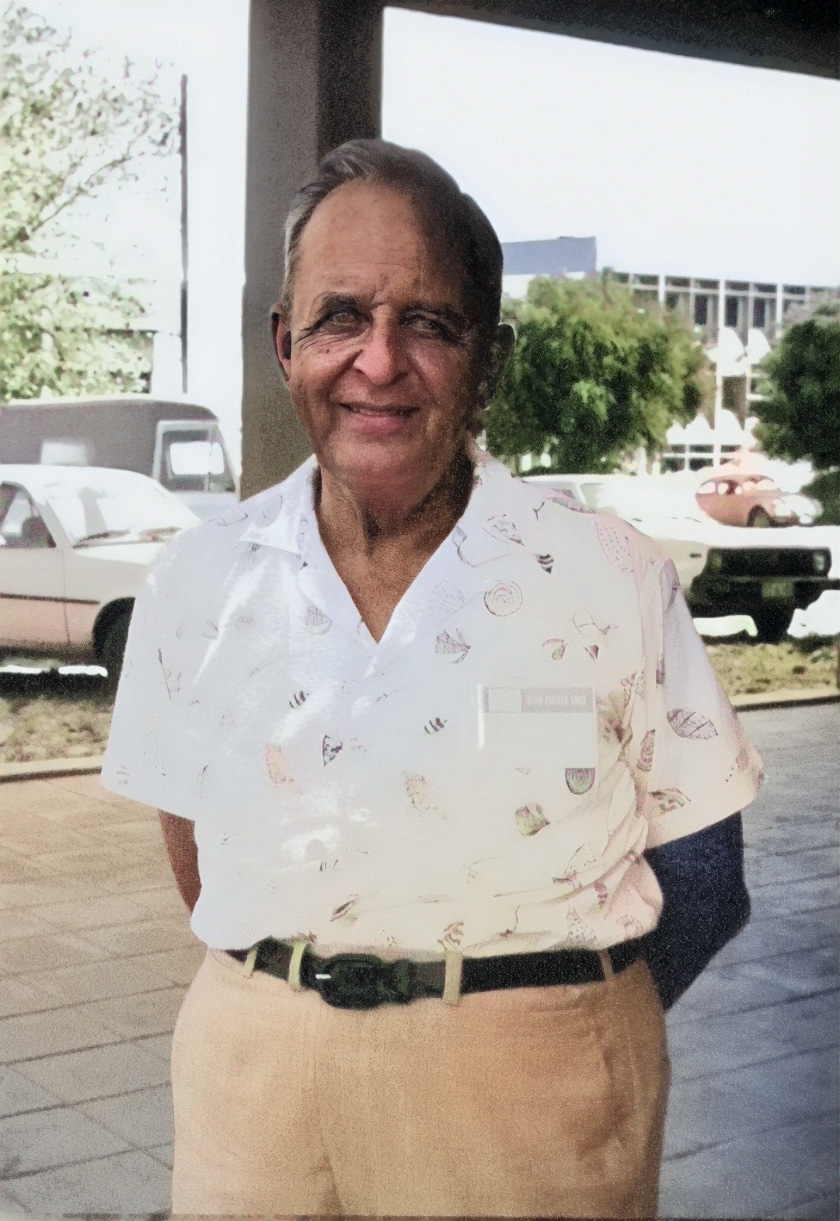
Peter Millman

Peter Mackenzie Millman (* 10. August 1906 in Toronto; † 11. Dezember 1990 in Ottawa) war ein kanadischer Astronom.
Er studierte Astronomie an der University of Toronto und schloss das Studium 1929 ab. Von 1933 bis 1940 war er Mitarbeiter am David Dunlap Observatory. Anfang 1941 meldete er sich zum Dienst bei der Royal Canadian Air Force. Nach dem Krieg schloss er sich 1946 dem Dominion-Observatorium in Ottawa an.
Sein Hauptarbeitsgebiet waren Meteore und Meteoriten. Eine seiner erfolgreichsten Beobachtungskampagnen gelang ihm 1946, als in der Nacht vom 9. auf den 10. Oktober der Meteorstrom der Draconiden die Möglichkeit zu spektakulären Spektralphotographien bot.

## Ehrungen
1954 wurde ihm die J. Lawrence Smith Medal der National Academy of Sciences verliehen.
Der Marskrater Millman und der Asteroid (2904) Millman wurden nach ihm benannt.